# 從零開始的魔法書
《從零開始的魔法書》是虎走翔所作的日本輕小說作品，插圖由静间良纪繪畫。有續作《魔法使黎明期》。
本作曾獲第20回電擊小說大獎大賞，同時獲《魔法科高中的劣等生》作者佐島勤推薦。
於2016年10月2日舉辦的「電擊文庫秋之祭典 2016」中宣布電視動畫化並於2017年4月10日起由東京都會電視台、AT-X等播出。

## 故事簡介
世界上存在著魔女，並有一種名為「魔術」的學問，但世人尚未知曉「魔法」這項技術的存在。
某天，一位被輕蔑稱作「墮獸人」的半人半獸傭兵，在森林躲避追殺他的魔女時，偶然遇上了另一位魔女——零。
在自稱零的魔女給予傭兵「變回人類」這項條件下，這名每天都夢想能夠變成人類的墮獸人傭兵，便與魔女締結契約，成為她的護衛，並與她展開尋訪魔法書《零之書》的旅程。

## 登場人物

### 主角
零（聲：花守由美里（電視動畫）／高橋花林（電擊文庫 FIGHTING CLIMAX））
女主角。有著一頭銀髮及青紫色瞳孔的泥暗魔女，有著強大魔力。性格天然善良，但亦有腹黑的時候，而且嘴饞。
魔法的創始人，魔法書《零之書》的作者。在書內設置了安全裝置，所記錄的咒語為缺陷版，使威力有所下降。另與最高位的惡魔簽訂了契約，能「駁回」其他使用零之書內的魔法。
因為受不了等待於是自己開始尋找《零之書》，期間與獸人傭兵簽下契約答應協助解開其獸化。對傭兵有著非一般的執著，並認定其是自己為數不多（甚至是唯一）的朋友。
在第一卷尾部以傭兵的身體召喚了最高位的惡魔「無」，並以其能力在威尼亞斯王國境內設下了禁止他人使用《零之書》內魔法的魔法陣。
獸人傭兵（聲：小山剛志／竹内恵美子（幼年））
男主角。被世間所唾棄及恐懼的墮獸人傭兵。身高超過2米，擁有強健的體魄，外表像白虎而且鼻梁上有著傷痕。由於十分渴望解除自己墮獸人的身份，於是與零簽下契約並做她的保鏢。由於被零威脅一旦得知自己的名字便會束縛作為她的僕人，因此真名還未清楚，而零亦只是稱其為「傭兵」，也成為日後約定俗成的稱呼。
第一卷結尾時，零使用他的身體召喚惡魔設下結界，卻因此耗光魔力而無法使他變回人類。為了等待零的魔力恢復，兩人繼續踏上旅途。
年齡與本名不詳，獸人的外貌難以判斷年齡，但至少不是足以稱為「大叔」的年紀，而且對於大叔一詞十分反感。（根據作者發表的短篇故事，傭兵的年齡大約在三十歲左右，但確切年齡本人也不曉得）
故事最後和零返回家鄉重建酒館。
故事後續提到，第一卷降靈在傭兵身上的惡魔為無名(支配地獄最強的惡魔)，本身沒有名字所以無法被其他人駕馭其能力。
無名的惡魔是零的父親，稱呼零為吾珍愛的女兒，無償的賦予她零之書上所有惡魔的能力。
第十卷坦承並沒有從傭兵身上離去，只是把身體的控制權暫時還給傭兵，和傭兵是一心同體表和裏的存在。惡魔暗中賦予傭兵更為強大的身體能力與生命力撐過艱險的旅程，相對的惡魔也透過共享傭兵的體驗獲得娛樂；零則是判斷惡魔無意加害甚至有益傭兵而暫時擱置。
無名只要有心隨時能強制奪取身體的控制權並且使用魔法，缺點是以人類的身軀的傭兵使用惡魔的力量會導致肉體的損毀。
第十卷中揭露，傭兵的祖先為教會的創始者「白魔女」，她驅使著一名獨一無二的白色獸人戰士。然而白魔女被教會背叛處刑，獸人戰士被託付魔女的子嗣並從此消聲匿跡。獸人戰士的獸魂會追溯降下魂魄的魔女的後代，而那白色野獸之魂返回至傭兵身上降生，證明當初的獸人戰士確實保護了白魔女的血脈。

### 威尼亞斯王國
阿爾巴斯（聲：大地葉）
詠月之魔女的孫女，外表看似一個男性少年，實際上是女性，同時為零之魔術師團的成員。擅長治療魔法和占卜。索雷娜的直系後裔（索雷娜的孫女）。
起初因為索蕾娜被人類殺害，而加入零之魔術師團成為代理人，企圖獲取傭兵的頭顱以提高自己的魔力。誤以為零是同伴而答應帶他們去零之魔術師團的藏身地尋找零之書。最後促進了魔女與人類和平生活的國家，成為威尼亞斯的首席魔術師。
霍登（聲：加藤將之）
原為貴族正規騎士的男性人類，因為無法繼承家族爵位，而過著心不甘情不願的生活，之後因為與別的騎士的女人糾纏而惹上麻煩後逃亡，因為逃亡而廢盡了所有力氣，最後與索雷娜相遇，自己甘願放棄了人類的身分，與索雷娜訂下契約，成為墮獸人，在索雷娜被處以火刑前，受索雷娜之託，要保護索雷娜的孫女，稱呼索雷娜的孫女為「大小姐」。
動畫版中，被傳有墮獸人在魔女的村子恐嚇附近居民而得到數名女奴，之後因在酒吧中的態度及行為惹零及傭兵不爽，為阻止墮獸人名聲繼續惡化傭兵與其對決，戰敗後其女奴被全部釋放及被零用魔法脱去全身的毛。小說及漫畫版中無對決橋段，夜晚時在旅館出現與零及傭兵接觸，其行為及態度同樣惹兩人不爽，直接被零用魔法脫去全身毛皮，女奴也全部逃走。
索雷娜（聲：榊原良子）
詠月之魔女，亦是詠月系統的代表者。
會為被疾病所困的一般人提供藥物，因而與附近居民有著良好關係。但因在疫病流行時使用魔術治療，而被他人誤以為是使用魔術造成疫病流行的元兇，最終被處以火刑。她的死亡同時導致了威尼亞斯王國內發生魔女叛亂。

### 惡魔
無名的惡魔之王
突然出現在零眼前的惡魔之王。極高位的惡魔，自身沒有任何力量，但能使用所有比自己低等的惡魔的能力。
洞察萬物的千眼之哨
擁有能看見遠方所發生的事的「洞察世界之眼」的惡魔。由涅朵拉城的城主（即初代禁書館館長）召喚，之後在第四代館長死亡後開始自稱館長。
凶夢的演繹者
能讓人類做惡夢並使其瘋狂的惡魔。其力量為死靈之章的其中一項魔法，在薩娜蕾對上傭兵等人時曾經使用。
寄宿在山羊獸化者體內，更一度阻礙教会騎士團的行軍。

### 其他
十三號（聲：子安武人）
與零在同一洞穴學習魔術的魔術師。在《零之書》被盜後展開尋回書本的旅程，其後以國王一方的魔術師的身份重現在零等人的眼前。
實際上是為了散佈魔法才假稱《零之書》被盜而離開洞穴，之後先在王國散佈魔法、煽動零之魔術師團引發魔女叛亂，其後再以正義魔術師的形象協助國王一方，企圖消滅「邪惡的魔女」，從而達到結束對立及為魔女帶來真正和平的目的。最終被零等人阻止，並倒戈至他們的陣營，且假裝死於火刑之下。
實為零的親生哥哥，原本亦有著與零一樣的超凡容顏，但因以美貌為代價與惡魔簽訂契約，所以現時的面貌與零不大相似。
在第七卷中為了保護阿爾巴斯被其師傅殺死，並被挖走心臟。
旁白（聲：石塚運昇）

## 用語
魔術
魔女所擁有的技術，是一門透過「畫出魔法陣及念出咒語，獻出祭品，然後與惡魔交涉，引起奇跡」的學問。
魔術按照魔女的研究分野及行動方針而作分類，分別有「泥暗」、「詠月」、「星瞰」等不同系統。
由於教會視使用魔術之人為異端並迫害他們，令魔女隱藏在自己據點並讓大量手下來守護自己。
魔女
指懂得使用魔術的人，但不一定是女性。由於世界上的大多數人都是透過女性魔術師而習得魔術，因此魔女就成為了魔術師的代名詞。
在第一卷最後由於魔法變得普及，為了避免引起誤會而將懂得使用魔法的人稱為魔法師或魔法使。
零之書
零所寫的魔法書，著有魔法的基礎理論及大量惡魔的名字、能力、咒語、必要的代價。魔法書書內由四章構成，分別是「狩獵」、「捕縛」、「收穫」及「守護」。
由於書中具有大量危險的内容，因此零在編寫時會將咒語的部分用字更改以減輕魔法的威力，而零本人則會記下正確的咒語。
於10年前被不明人士盜去，但實際上是十三號企圖將書內魔法普及的謊言。書內四章其後被薩娜蕾抄寫了四冊抄本，守護之章由聖女持有、狩獵之章被教會燒毀、收穫之章隨劇情推進被零等人回收，而捕縛之章則被禁書館的司書於黑市高價購入。
墮獸人
有著獸型外表及特徴的半人半獸怪物，有著狼、鷹、虎、半人馬等的姿態。由於墮獸人的血液甚至是他們的頭部都是能提高魔力的道具，因此經常被魔女狩獵。基本上墮獸人只能淪為傭兵或盜賊。
教會認為墮獸人是因為前世所作的罪孽而導致惡魔寄宿於身體之中，而變成了猛獸的姿態。事實是由於魔女對人類施以「降獸魔術」給予他們猛獸之力，使他們得到強韌的力量並成為獸人戰士。一旦獸人戰士死亡，野獸的靈魂便會回到施術的魔女，但如果魔女死亡，回歸的目標就會變成「與施法的魔女最相近的存在」，而大多數都是魔女的子嗣。結果令猛獸的靈魂寄宿在魔女的女性子嗣的腹中，並產出了獸人戰士。
有「越是憧憬人類越容易墮落」的說法，出現「食人衝動」即為墮落的前兆。一旦完全墮落就會失去理智任意濫殺與食人，此時即使解除「降獸魔術」變回人類也會因失去正常的靈魂而發瘋，最後自殺。
據零所述，因墮獸人的不穩定性一個魔女最多使役三個墮獸人。

## 出版書籍

### 輕小說
| 集數 | 日文標題 | 中文標題                                 | KADOKAWA ASCII Media Works | KADOKAWA ASCII Media Works | 台灣角川       | 台灣角川               | 台海出版社→雲南美術出版社 | 台海出版社→雲南美術出版社 |
| 集數 | 日文標題 | 中文標題                                 | 發售日期                   | ISBN                       | 發售日期       | ISBN                   | 發售日期                  | ISBN                      |
| ---- | -------- | ---------------------------------------- | -------------------------- | -------------------------- | -------------- | ---------------------- | ------------------------- | ------------------------- |
| 1    |          | 從零開始的魔法書1                        | 2014年2月8日               | ISBN 978-4-04-866312-0     | 2015年4月22日  | ISBN 978-986-366-385-0 | 2016年6月30日             | ISBN 978-7-5168-1035-4    |
| 2    |          | 從零開始的魔法書2 阿克迪歐斯的聖女（上） | 2014年11月8日              | ISBN 978-4-04-866649-7     | 2015年8月19日  | ISBN 978-986-366-659-2 | 2016年11月                | ISBN 978-7-5168-1036-1    |
| 3    |          | 從零開始的魔法書3 阿克迪歐斯的聖女（下） | 2015年2月8日               | ISBN 978-4-04-869256-4     | 2016年1月27日  | ISBN 978-986-366-934-0 | 2016年12月5日             | ISBN 978-7-5168-1037-8    |
| 4    |          | 從零開始的魔法書4 黑龍島的               | 2015年8月8日               | ISBN 978-4-04-865306-0     | 2016年7月25日  | ISBN 978-986-473-190-9 | 2017年5月5日              | ISBN 978-7-5489-0349-9    |
| 5    |          | 從零開始的魔法書5 樂園的守墓人           | 2015年12月10日             | ISBN 978-4-04-865565-1     | 2016年9月8日   | ISBN 978-986-473-300-2 | 2017年6月5日              | ISBN 978-7-5489-1654-3    |
| 6    |          | 從零開始的魔法書6 詠月之魔女（上）       | 2016年4月9日               | ISBN 978-4-04-865913-0     | 2016年12月19日 | ISBN 978-986-473-446-7 | 2017年8月                 | ISBN 978-7-5489-2868-3    |
| 7    |          | 從零開始的魔法書7 詠月之魔女（下）       | 2016年8月10日              | ISBN 978-4-04-892276-0     | 2017年4月10日  | ISBN 978-986-473-555-6 | 2017年10月                | ISBN 978-7-5489-2968-0    |
| 8    |          | 從零開始的魔法書8                        | 2016年12月10日             | ISBN 978-4-04-892539-6     | 2017年7月17日  | ISBN 978-986-473-785-7 | 2018年9月                 | ISBN 978-7-5340-6854-6    |
| 9    |          | 從零開始的魔法書9 零的傭兵（上）         | 2017年4月8日               | ISBN 978-4-04-892824-3     | 2018年3月19日  | ISBN 978-957-564-086-6 |                           |                           |
| 10   |          | 從零開始的魔法書10 零的傭兵（下）        | 2017年8月10日              | ISBN 978-4-04-893274-5     | 2018年11月8日  | ISBN 978-957-564-589-2 |                           |                           |
| 11   |          | 從零開始的魔法書11 野獸與魔女的建村生活  | 2017年12月9日              | ISBN 978-4-04-893521-0     | 2019年9月5日   | ISBN 978-957-743-221-6 |                           |                           |

### 漫畫
從零開始的魔法書
| 集數 | KADOKAWA      | KADOKAWA               | 台灣角川      | 台灣角川               |
| 集數 | 發售日期      | ISBN                   | 發售日期      | ISBN                   |
| ---- | ------------- | ---------------------- | ------------- | ---------------------- |
| 1    | 2015年5月8日  | ISBN 978-4-04-865235-3 | 2017年5月18日 | ISBN 978-986-473-702-4 |
| 2    | 2015年10月9日 | ISBN 978-4-04-865433-3 | 2017年5月18日 | ISBN 978-986-473-703-1 |
| 3    | 2016年3月10日 | ISBN 978-4-04-865849-2 | 2017年5月18日 | ISBN 978-986-473-704-8 |
| 4    | 2016年8月10日 | ISBN 978-4-04-892271-5 | 2017年6月15日 | ISBN 978-986-473-729-1 |
| 5    | 2017年1月10日 | ISBN 978-4-04-892618-8 | 2017年6月15日 | ISBN 978-986-473-730-7 |
| 6    | 2017年6月26日 | ISBN 9784-04-892975-2  | 2018年3月19日 | ISBN 978-957-564-095-8 |

從零開始的小魔法書！
| 集數 | KADOKAWA      | KADOKAWA               | 台灣角川     | 台灣角川               |
| 集數 | 發售日期      | ISBN                   | 發售日期     | ISBN                   |
| ---- | ------------- | ---------------------- | ------------ | ---------------------- |
| 1    | 2016年10月8日 | ISBN 978-4-04-865941-3 | 2017年8月3日 | ISBN 978-986-473-825-0 |
| 2    | 2017年3月27日 | ISBN 978-4-04-892786-4 | 2018年3月8日 | ISBN 978-957-564-091-0 |

## 電視動畫

### 製作人員
- 原作：虎走翔（電擊文庫刊）
- 角色原案：靜間良紀
- 監督：平川哲生
- 角色設計：木宮亮介、又賀大介
- 道具設計：岩畑剛一、鈴木典孝
- 美術監督：高峯義人
- 美術設定：青木薰
- 色彩設計：佐藤美由紀
- 特效監修：谷口久美子
- 3D監督：宍戶光太郎
- 攝影監督：設樂希
- 編輯：須藤瞳
- 音響監督：原口昇
- 音樂：松田彬人
- 音樂製作：Lantis
- 動畫製作：WHITE FOX
- 製作：零之魔術師團

### 主題曲
| 片頭曲「」 作詞：鳳 作曲、編曲：石倉譽之 主唱： 片尾曲「」 作詞、作曲、主唱：Chima 編曲：山口彰久 |

### 各話列表
| 話數   | 日文標題 | 中文標題         | 劇本              | 分鏡              | 演出              | 作畫監督                                                                                            | 改編自小說      |
| ------ | -------- | ---------------- | ----------------- | ----------------- | ----------------- | --------------------------------------------------------------------------------------------------- | --------------- |
| 第1話  |          | 魔女與墮獸人     | 平川哲生          | 平川哲生          | 平川哲生          | 木宮亮介、又賀大介                                                                                  | 第一卷 部分原創 |
| 第2話  |          | 魔女狩獵         | 平川哲生          | 平川哲生          | 土屋浩幸          | 永吉隆志、渡邊八惠子 平村直紀、木宮亮介 又賀大介                                                    | 第一卷 部分原創 |
| 第3話  |          | 決鬥             | 高橋龍也          | 川村賢一          | 美甘義人          | 中田正彥、戶田麻衣 齋藤雅和、相澤秀亮                                                               | 第一卷 部分原創 |
| 第4話  |          | 前往拉提特的路上 | 梅原英司          | 小澤一浩          | 大河原崇          | 稻吉智重、稻吉朝子 平村直紀、川上俊弘                                                               | 第一卷 部分原創 |
| 第5話  |          | 零之魔術師團     | 平川哲生          | 迫井正行          | 武市直子          | 中村和久、中山美雪 二宮奈那子                                                                       | 第一卷 部分原創 |
| 第6話  |          | 十三號           | 高橋龍也          | 尾崎隆晴 川村賢一 | 土屋浩幸          | 永吉隆志、渡邊八惠子                                                                                | 第一卷 部分原創 |
| 第7話  |          | 王都普拉斯塔     | 梅原英司          | 松下周平          | 松下周平          | 稻吉智重、中村和久 坂井久太、井川典惠 木宮亮介、又賀大介                                            | 第一卷 部分原創 |
| 第8話  |          | 索雷娜的孫女     | 平川哲生          | 平川哲生          | 德土大介          | 中田正彥、豆塚明日香 稻吉智重、稻吉朝子 相澤秀亮、永吉隆志 又賀大介、木宮亮介 坂井久太              | 第一卷 部分原創 |
| 第9話  |          | 再會             | 鈴藤晃            | 田村耕太郎        | 大河原崇          | 坂井久太、豆塚明日香 稻吉智重、稻吉朝子 又賀大介、木宮亮介 平村直紀                                 | 第一卷 部分原創 |
| 第10話 |          | 真相大白         | 高橋龍也          | 小澤一浩          | 美甘義人          | 永吉隆志、渡邊八惠子 中村和久                                                                       | 第一卷 部分原創 |
| 第11話 |          | 魔女與魔術師     | 梅原英司          | 迫井政行          | 赤井倍人          | 豆塚明日香、井川典惠 永吉隆志、渡邊八惠子 中田正彥、平村直紀 、前原薰 木宮亮介、又賀大介            | 第一卷 部分原創 |
| 第12話 |          | 從零開始的魔法書 | 平川哲生 梅原英司 | 平川哲生          | 武市直子 川村賢一 | 田中正彥、豆塚明日香 渡邊八惠子、永吉隆志 井川典惠、稻吉朝子 平村直紀、相澤秀亮 、木宮亮介 又賀大介 | 第一卷 部分原創 |

### BD&DVD
| 卷數 | 發行日期      | 收錄話數       | 規格編號  | 規格編號  |
| 卷數 | 發行日期      | 收錄話數       | BD        | DVD       |
| ---- | ------------- | -------------- | --------- | --------- |
| BOX1 | 2017年8月2日  | 第1話－第6話   | BIXA-9611 | BIBA-9621 |
| 1    | 2017年8月2日  | 第1話－第2話   | BIXA-1161 | 不適用    |
| 2    | 2017年9月2日  | 第3話－第4話   | BIXA-1162 | 不適用    |
| 3    | 2017年10月3日 | 第5話－第6話   | BIXA-1163 | 不適用    |
| BOX2 | 2017年10月3日 | 第7話－第12話  | BIXA-9612 | BIBA-9622 |
| 4    | 2017年11月2日 | 第7話－第8話   | BIXA-1164 | 不適用    |
| 5    | 2017年12月2日 | 第9話－第10話  | BIXA-1165 | 不適用    |
| 6    | 2018年1月6日  | 第11話－第12話 | BIXA-1166 | 不適用    |

## 外部連結
- 第20回電擊小說大賞特設網站内的作品介紹頁面 （页面存档备份，存于）（日語）
- 電擊文庫官方網站内的作品介紹頁面 （页面存档备份，存于）（日語）
- 電視動畫《從零開始的魔法書》官方網站 （页面存档备份，存于）（日語）
- 電視動畫《從零開始的魔法書》的X（前Twitter）（日語）